# 1989 Голяма награда на Сан Марино
1989 Голяма награда на Сан Марино е 9-о за Голямата награда на Сан Марино и втори кръг от сезон 1989 във Формула 1, провежда се на 23 април 1989 година на пистата Имола близо до град Имола, Италия.

## Репортаж
Единствената промяна в стартовия лист за ГП на Сан Марино е появяването на Габриеле Таркини на мястото на прекратилия от състезателна дейност пилот на АГС, Филип Стрейф. Французинът преживя тежка катастрофа в пре-сезонната сесия на трасето Жакарепагуа, преди началото на сезона.
39 състезатели участваха в квалификациите, в които деветима не преминаха пре-квалификацията, а четирима не намериха място за участие в състезанието. Макларън отново окупираха първа редица, като пол-позицията е дело на Аертон Сена с време 1:26.010. Съотборникът му Ален Прост е след него, на около две десети от времето на Сена. Найджъл Менсъл, победителят от първия старт за Ферари, стартира трети с изоставане на над секунда и половина, показвайки чудесната форма на Макларън, както е и през миналия сезон. Рикардо Патрезе с Уилямс е четвърти, следван от Герхард Бергер, Тиери Бутсен, Алесандро Нанини, Нелсън Пикет, Алекс Кафи и Оливие Груяр, показвайки добро темпо с неговия Лижие-Форд.
На старта Сена потегли добре, докато Прост е атакуван от Менсъл. Във втората обиколка, Иван Капели, стартирайки 13-и имаше тежък инцидент със своя Марч, но по-лошото дойде две обиколки по-късно. Ферари-то на Герхард Бергер, който се движеше зад Рикардо Патрезе, не зави наляво и се вряза в предпазните огради на завоя Тамбурело с около 180 мили в час. След като болидът му спря, пламъци поникнаха около болида. За щастие трима маршали с пожарогасители (Бруно Миниати, Паоло Верди и Габриеле Виоли) успяха да потушат огъня, десет секунди след като се възпламени. Състезанието е спряно, докато Бергер оцеля със счупени ребра и изгарания, втора степен по ръцете.
Състезанието е рестартирано, половин час по-късно, продължавайки от четвъртата обиколка с разликите от обиколката, в която състезанието е спряно. Този път Прост успя да излезе пред Сена, докато зад тях Менсъл направи лош старт и е позволен да бъде изпреварен от Патрезе и Нанини. Междувременно Оливие Груяр е дисквалифициран от надпреварата, след като механиците му работиха върху болида, преди втория старт. Преследвайки Лотус-а на Нелсън Пикет, камерите показа пушек идвайки от Ероуз-а на Дерек Уорик, но се оказа че е масло изгаряйки от задната част от болида. Менсъл преследваше Патрезе на трасето, докато в самото състезание британеца е пред Уилямс-а на Рикардо.
Сена си върна позицията си на трасето от Прост, докато Стефано Модена с Брабам се удари тежко преди Риваца, в което излезе от болида си невредим. Когато Патрезе и Менсъл наближиха зоната в която Модена катастрофира, Патрезе получи повреда в двигателя Рено на своя Уилямс, давайки шанс на Менсъл да изпревари италианеца на трасето. Това позволи на Нанини, Пикет и Уорик да минат с позиция напред. Драмата обаче продължи, след като две обиколки по-късно и Менсъл трябваше да спре с повреда по скоростната кутия. Пикет също напусна надпревара с повреда в двигателя на неговия Лотус, давайки шанс на Бутсен (който изпревари Уорик две обиколки по-рано) да излезе четвърти пред Уорик и съотборника му Еди Чийвър. Чийвър загуби позицията си първо от Осела-та на Никола Ларини, след което шестата позиция е притежание на Алекс Кафи, преди Джонатан Палмър да го изпревари в 47-ата обиколка. Прост който вече изоставаше от Сена с над десет секунди, усилено преследваше бразилеца, преди да загуби контрол на шикана последния от двата шикана на Варианте Баса. Французинът продължи, но вече с минимални шансове за първата позиция, докато в края на колоната Андреа де Чезарис и Луис Перес-Сала се удариха на Аква Минерале, от което испанеца не продължи надпреварата. Ларини след като е шести за кратко, заби Осела-та си на завоя Пиратела в 54-та обиколка.
Сена финишира на около 40 секунди пред Прост на финала, след грешката на французина. Алесандро Нанини завърши трети с Бенетон, следван от Тиери Бутсен, Дерек Уорик и Джонатан Палмър в точките.
След края на състезанието Прост, обвини Сена че не е спазил споразумението, в което пилотът който потегли пръв на старта, ще поведе първи към първия завой, след като състезанието е рестартирано. Рон Денис потвърди за случката пред журналистите няколко дни, както и че Сена се е извинил за случилото се. Това е началото на предстоящата вражда между Прост и Сена, която ще продължи до 1993.

## Класиране
| Поз  | No | Пилот              | Конструктор      | Обиколки | Време/Отпадане  | Място | Точки |
| ---- | -- | ------------------ | ---------------- | -------- | --------------- | ----- | ----- |
| 1    | 1  | Айртон Сена        | Макларън-Хонда   | 58       | 1:26:51.245     | 1     | 9     |
| 2    | 2  | Ален Прост         | Макларън-Хонда   | 58       | + 40.225        | 2     | 6     |
| 3    | 19 | Алесандро Нанини   | Бенетон-Форд     | 57       | + 1 Об.         | 7     | 4     |
| 4    | 5  | Тиери Бутсен       | Уилямс-Рено      | 57       | + 1 Об.         | 6     | 3     |
| 5    | 9  | Дерек Уорик        | Ероуз-Форд       | 57       | + 1 Об.         | 12    | 2     |
| 6    | 3  | Джонатан Палмър    | Тирел-Форд       | 57       | + 1 Об.         | 25    | 1     |
| 7    | 21 | Алекс Кафи         | Далара-Форд      | 57       | + 1 Об.         | 9     |       |
| 8    | 40 | Габриеле Таркини   | АГС-Форд         | 57       | + 1 Об.         | 18    |       |
| 9    | 10 | Еди Чийвър         | Ероуз-Форд       | 56       | + 2 Об.         | 21    |       |
| 10   | 22 | Андреа де Чезарис  | Далара-Форд      | 56       | + 2 Об.         | 16    |       |
| 11   | 20 | Джони Хърбърт      | Бенетон-Форд     | 56       | + 2 Об.         | 23    |       |
| 12   | 17 | Никола Ларини      | Осела-Форд       | 52       | Завъртане       | 14    |       |
| Отп  | 7  | Мартин Брандъл     | Брабам-Джъд      | 51       | Горивна система | 22    |       |
| НКл  | 12 | Сатору Накаджима   | Лотус-Джъд       | 46       | Не е класиран   | 24    |       |
| Отп  | 24 | Луис Перес-Сала    | Минарди-Форд     | 43       | Завъртане       | 15    |       |
| Отп  | 15 | Маурисио Гужелмин  | Марч-Джъд        | 39       | Трансмисия      | 19    |       |
| Отп  | 11 | Нелсън Пикет       | Лотус-Джъд       | 29       | Двигател        | 8     |       |
| Отп  | 27 | Найджъл Менсъл     | Ферари           | 23       | Ск.кутия        | 3     |       |
| Отп  | 6  | Рикардо Патрезе    | Уилямс-Рено      | 21       | Двигател        | 4     |       |
| Отп  | 8  | Стефано Модена     | Брабам-Джъд      | 19       | Завъртане       | 17    |       |
| Отп  | 23 | Пиерлуиджи Мартини | Минарди-Форд     | 6        | Ск.кутия        | 11    |       |
| ДКФ  | 26 | Оливие Груяр       | Лижие-Форд       | 4        | Дисквалифициран | 10    |       |
| Отп  | 28 | Герхард Бергер     | Ферари           | 3        | Инцидент        | 5     |       |
| Отп  | 16 | Иван Капели        | Марч-Джъд        | 1        | Завъртане       | 13    |       |
| Отп  | 30 | Филип Алио         | Ларус-Ламборгини | 0        | Електро         | 20    |       |
| Отп  | 29 | Яник Далмас        | Лола-Ламборгини  | 0        | Електро         | 26    |       |
| НКв  | 4  | Микеле Алборето    | Тирел-Форд       |          |                 |       |       |
| НКв  | 25 | Рене Арну          | Лижие-Форд       |          |                 |       |       |
| НКв  | 38 | Кристиан Данер     | Риал-Форд        |          |                 |       |       |
| НКв  | 31 | Роберто Морено     | Колони-Форд      |          |                 |       |       |
| DNPQ | 37 | Бертран Гашо       | Оникс-Форд       |          |                 |       |       |
| DNPQ | 33 | Грегор Фойтек      | Еуро Брун-Джъд   |          |                 |       |       |
| DNPQ | 18 | Пиеркарло Гинзани  | Осела-Форд       |          |                 |       |       |
| DNPQ | 36 | Стефан Йохансон    | Оникс-Форд       |          |                 |       |       |
| DNPQ | 41 | Йоахим Винкелхок   | АГС-Форд         |          |                 |       |       |
| DNPQ | 32 | Пиер-Анри Рафанел  | Колони-Форд      |          |                 |       |       |
| DNPQ | 35 | Агури Сузуки       | Закспийд-Ямаха   |          |                 |       |       |
| DNPQ | 34 | Бернд Шнайдер      | Закспийд-Ямаха   |          |                 |       |       |
| DNPQ | 39 | Фолкар Вайдлер     | Риал-Форд        |          |                 |       |       |

## Класиране след състезанието
| Поз | Пилот             | Точки |
| --- | ----------------- | ----- |
| 1   | Ален Прост        | 12    |
| 2   | Айртон Сена       | 9     |
| 3   | Найджъл Менсъл    | 9     |
| 4   | Алесандро Нанини  | 5     |
| 5   | Маурисио Гужелмин | 4     |

| Поз | Конструктор      | Точки |
| --- | ---------------- | ----- |
| 1   | Макларън-Хонда   | 21    |
| 2   | Ферари           | 9     |
| 3   | Бенетон-Форд     | 8     |
| 4   | Лейтън Хаус-Джъд | 4     |
| 5   | Ероуз-Форд       | 4     |